# Zin van het leven
De zin van het leven is een diepere betekenis waar het bestaan mee beladen zou zijn volgens bepaalde visies. Het concept stelt de waarde van de periode tussen geboorte en dood centraal, en eventueel ook het spiritueel bestaan dat de lichamelijke dood overstijgt.
De vraag naar de aard van de zin van het leven is een van de centrale vragen binnen de filosofie. Ook de meeste religies proberen deze vraag te beantwoorden.
Volgens verschillende religieuze en metafysische theorieën overstijgt het wezen van het bestaan de fysieke wereld.
Volgens materialistische en naturalistische verklaringen dient het leven geen hoger doel.